# Vlag van Shizuoka

Vlag van Shizuoka (ratio 2:3)

De prefecturale vlag van Shizuoka bestaat uit een blauw vlak met het prefecturale embleem in het midden. Het prefecturale embleem combineert de topografische kenmerken van de prefectuur (het schiereiland Izu, de Suruga-baai en het schiereiland Omaezaki) tot de vorm van de berg Fuji, die op de grens met de prefectuur Yamanashi ligt. Het blauw staat voor de eindeloze lucht en de Grote Oceaan, en het oranje van de berg Fuji en het land van de prefectuur voor het felle zonlicht en de passie en eenheid van de mensen. De prefecturale vlag werd op 26 augustus 1968 aangenomen.